# Andrea Costa Imola
El Andrea Costa Imola Basket conocido por motivos de patrocinio como Le Naturelle Imola Basket, es un equipo de baloncesto italiano con sede en la ciudad de Imola, en provincia de Bolonia, Emilia-Romaña. Compite en la Serie A2 Este, el primer grupo de la segunda división del baloncesto en Italia. Su nombre hace referencia a Andrea Costa, un político de principios del siglo XX que nació en esa ciudad. Disputa sus partidos en el PalaRuggi, con capacidad para 2000 espectadores.

## Historia
El equipo se funda en 1967, jugando en categorías regionales hasta 1981, cuando asciende a la Serie D, la quinta división italiana. Un año más tarde asciende a la Serie C2, y en 1995 consigue el ascenso a la Serie A2. en la segunda división jugaría hasta 1998, cuando logra por fin el ascenso a la másima categoría, la Serie A. Allí permaneció hasta la temporada 2001-02, cuando acabó en la última posición de la liga, descendiendo de nuevo a la Serie A2. Desde entonces se mantiene en la categoría, a pesar de descender en dos ocasiones, en 2007 y 2009, siendo finalmente repescado. 
Participó en el pasado en la Copa Korać y en la Copa Saporta. Su mejor resultado en la LEGA fue un 9 puesto en 1999.

## Posiciones en Liga
| Temporada | Nivel | Liga                 | Pos. | J     | PL  | Resultado        |
| --------- | ----- | -------------------- | ---- | ----- | --- | ---------------- |
| 1994-95   | 3     | Serie B d'Eccellenza | 2    | 14-8  |     | Ascenso          |
| 1995-96   | 2     | Serie A2             | 10   | 15-17 | 1-2 | Octavos de final |
| 1996-97   | 2     | Serie A2             | 6    | 18-14 | 0-3 | Cuartos de final |
| 1997-98   | 2     | Serie A2             | 4    | 20-10 | 6-3 | Ascenso          |
| 1999-00   | 1     | Serie A1             | 9    | 10-16 | 3-3 | Cuartos de final |
| 2000-01   | 1     | Serie A1             | 9    | 15-15 | 1-2 | Cuartos de final |
| 2001-02   | 1     | Serie A1             | 17   | 11-23 |     |                  |
| 2002-03   | 1     | Serie A              | 19   | 10-26 |     | Descenso         |
| 2003-04   | 2     | Legadue              | 13   | 10-22 |     |                  |
| 2004-05   | 2     | Legadue              | 14   | 10-20 |     |                  |
| 2005-06   | 2     | Legadue              | 6    | 17-13 | 1-3 | Cuartos de final |
| 2006-07   | 2     | Legadue              | 15   | 10-20 |     |                  |
| 2007-08   | 2     | Legadue              | 14   | 10-20 |     |                  |
| 2008-09   | 2     | Legadue              | 15   | 10-20 |     |                  |
| 2009-10   | 2     | Legadue              | 11   | 14-16 |     |                  |
| 2010-11   | 2     | Legadue              | 10   | 13-17 |     |                  |
| 2011-12   | 2     | Legadue              | 14   | 10-18 |     |                  |
| 2012-13   | 2     | Legadue              | 15   | 8-20  |     |                  |
| 2013-14   | 2     | DNA Gold             | 16   | 1-29  |     | Descenso         |
| 2014-15   | 3     | Serie A2 Silver      | 12   | 12-18 |     |                  |
| 2015-16   | 2     | Serie A2             | 4    | 19-11 | 4-5 | Cuartos de final |
| 2016-17   | 2     | Serie A2             | 13   | 11-19 |     |                  |
| 2017-18   | 2     | Serie A2             | 10   | 15-15 |     |                  |

fuente:eurobasket.com

## Palmarés
- Subcampeón de la Copa de Italia de Legadue: 2011

## Jugadores destacados
| - Shane Heal - Ian Lockhart - Nicolai Iversen - Diego Fajardo - Quique Moraga - Makan Dioumassi - Nicholas George - Pietro Aradori - Paolo Bortolon - Vincenzo Esposito - Cristiano Fazzi - Charlie Foiera - Gianluca Lulli - Stefano Gentile - Alberto Pietrini - Roberto Ravaglia - Alessandro Tulli - Sandis Valters - Ndudi Ebi - Michael Hicks |  | - Gregor Hafnar - Saša Zagorac - Martin Ringström - Gerrod Abram - Karvel Anderson - Vincent Askew - Marques Bragg - Joseph Bunn - Steve Burtt Sr - Michael Campbell - Randy Carter - Dominic Cheek - Erik Daniels - Ronald DuPree - Brian Evans - Kevin Freeman - Christopher Jent - Sam Jacobson - Aaron Harper |  | - Bill Jones - Nathanel Johnson - Darren Kelly - Paul Marigney - BJ McKie - Bingo Merriex - Jesse Perry - Mykal Riley - Yamen Sanders - Tyler Smith - Jobey Thomas - Kevin Thompson - Elton Tyler - Robert Vaden - Trent Whiting - Harper Williams - Franko Bushati - Antonio Porta - David Cournooh - David Brkic |  | - Juan Manuel Moltedo - Craig Robinson - Peter Ezugwu - Chris Heinrich - Mike Williams - Matthew Alosa - Ryan Amoroso - Sylvester Gray - Donte Mathis - Brian Shorter - Ian Young |